# ابن جزله
ابن جزله - ابوعلی یحیی بن جزله - (تولد، بغداد - فوت ۱۱۰۰ میلادی) پزشک مسیحی که در سال ۱۰۷۴ اسلام آورد.
مهم‌ترین اثر این جزله کتاب تقویم الابدان فی تدبیر الانسان او است که شامل ۴۴ جدول می‌باشد. در هر جدول ۸ بیماری را شرح و توضیح داد است که جمعاً ۳۵۲ بیماری است.
ابن جزله کتابی دیگر در فهرست ادویه مفرده و مرکبه برای المقتدی بالله، به نام منهاج البیام فی ما یستعمله الانسان تألیف کرده‌است.